# Kærdueurt
Kærdueurt (Epilobium palustre), ofte skrevet kær-dueurt, er en 20-40 centimeter høj plante i natlys-familien. Kronbladene er blegt rosa-hvide, 5-10 millimeter lange. Støvfanget er kølleformet.
I Danmark er kærdueurt almindelig i kær, væld og fugtige enge.